# Fangirl
Fangirl es una novela de literatura juvenil escrita por Rainbow Rowell, publicada en 2013. Publicado en castellano por Alfaguara en 2014. La novela sigue la vida de Cath, una estudiante recién ingresada a la universidad.

## Argumento
Cath, la protagonista, va a ingresar a la universidad. A ella le encanta Simon Snow, un personaje de una serie de libros escritos por la autora de ficción Gemma T. Leslie. Aunque Cath ha tenido a su hermana gemela, Wren, a su lado durante toda su vida, cuando es el momento de entregar las formas de asignación de habitaciones de la universidad, Wren decide salir del caparazón y compartir una habitación con alguien más por primera vez. Wren es asignada con una chica llamada Courtney y Cath con Reagan, una chica salvaje. Reagan parece estar saliendo con un chico llamado Levi, que a menudo se cuelga en su habitación.
Perdiéndose sus exámenes, Cath decide quedarse en Omaha para cuidar de su padre. Nick, su compañero de escritura, decidió entregar la historia "anti-amor" en la que Cath le había ayudado a trabajar, dándose a sí mismo todo el crédito. Cath se siente traicionada, y lo rechaza, evitando la biblioteca donde trabajaban juntos.
Finalmente harta de la escuela, Cath pide a su padre que la deje quedarse con él en Omaha ya que ella es infeliz en la universidad y está preocupada de que su padre necesite a alguien que lo cuide. El padre de Cath le dice que ella merece tener una vida y una educación y se niega a dejarla abandonada. Eventualmente, Cath decide que si no es feliz después del próximo semestre, va a volver a casa y abandonar la escuela. También en este tiempo, Wren decide pasar tiempo con su madre y Cath se enoja con ella por haber traicionado a su padre y a ella. Después de una discusión, dejan de hablarse.
Más tarde, Reagan pide Cath a vivir con ella de nuevo en la misma habitación y Cath la rechaza, explicándole que compartirá habitación con su actual compañera, Reagan. Cath termina decidiéndose a escribir sobre su relación con su hermana Wren. Cuando lo entrega, termina ganando un premio.

## Personajes

### Cather "Cath" Avery
La tímida e introvertida protagonista. Teniendo una gemela idéntica, se describe a sí misma como parecida a su hermana, solo que con el cabello largo y gafas. Ambas gemelas tienen cabello castaño y ojos azules, que tienen manchas verdes, grises y cafés. Cath, a diferencia de su hermana, prefiere vestirse con ropa que dice "quedarse en casa escribiendo fanfiction gay toda la noche" en lugar de "salir a un club de fiesta". 
Desde que era una niña, Cath prefiere desaparecer en los libros Simon Snow que vivir su propia vida. Dice que es más fácil escribir sobre Simon y Baz (personajes del libro) que tener amigos por su cuenta. También dice que, si pudiera, preferiria vivir en el mundo de los magos por el resto de su vida. Cath también es una escritora muy talentosa, siendo uno de los mejores de su clase de ficción y, finalmente, ganar el Premio "underclassmen", por Left, la historia original que escribió para su clase. Cath tiene un promedio de 4.0 y tiene una beca en la Universidad de Nebraska. A pesar de que es famosa en Internet por escribir Carry On, un fanfic sobre la serie Simon Snow, no le gusta interactuar con otras personas.  Cath tiene una buena relación con su padre y, después de que su madre los abandonó, ella asumió el cargo de la figura materna de la casa. Cath se siente responsable de mantener a su padre bajo control y asegurarse de que este bien. Como resultado de tener que asumir el papel de la matriarca, ella está muy resentida de su madre y se niega a reconocer ningún recuerdo de ella. Se ofendió profundamente cuando Wren decidió hablar con su madre, porque ella decidió abandonarlos. Su relación con Wren era buena antes de empezar la universidad. Las gemelas habían sido mejores amigos y ella siempre vio Wren como la única persona de la que realmente gustaba. En la universidad, Cath se da cuenta de los cambios en Wren y su relación se vuelve tensa, lo que la hace sentirse sola y aislada. Se hace amiga de su compañera de cuarto Reagan y de su "novio" Levi, con el que termina saliendo eventualmente. Empieza a salir con Levi a mitad del libro después de descubrir que no está saliendo con Reagan.

### Wren Avery
Es la hermana gemela de Cath. Tiene el cabello más corto que ella, le gusta socializar y no le gusta que traten a su hermana y a ella como una misma persona. Le encanta ir a fiestas, a diferencia de Cath. Una persona prácticamente opuesta su gemela.

### Levi
Exnovio de Reagan, amigo de Cath y Reagan y posteriormente novio de Cath.
Experto en sonrisas. Estudia Gestión de Ranchos.
Sin duda alguna, con un gran sentido del humor, personaje bastante arriesgado y con una personalidad ejemplar.

### Reagan
La compañera de cuarto y amiga de Cath. Exnovia de Levi y su mejor amiga actualmente.

### Arthur Avery
El padre de Cath y Wren.

### Laura
"Madre" de Wren y Cath. Se fue del hogar cuando ambas tenían siete u ocho años.

### Nick
Excompañero de escritura de Cath. Dejó de hablarle luego de que Nick se quedara con todo el mérito del relato que habían escrito juntos.

### Courtney
Compañera de cuarto de su hermana gemela, Wren.

## Recepción
La recepción de la crítica ha sido positiva, señalando en particular su retrato realista de la cultura de los fanes. Un crítico de Tor.com la llamó "true-to-geek-life" y señaló que "Rowell entiende algo vital en su novela, y es que el fandom es mucho más que el escapismo - es, ya sea consciente o inconscientemente, una camino para que la gente interactue con su entorno." Entertainment Weekly le da crédito a Rowell por capturar tanto el universo de ficción de los fanes y el interior de la cabeza de una persona joven. Una opinión importante de llama a la novela "absolutamente cautivante". Cuando Fangirl fue elegido como el libro inaugural del club de lectura de Tumblr, un representante Tumblr hizo notar sus temas de amar los libros y la creación de arte, su atractivo para los lectores de todas las edades, y la base de fanes existentes de Rowell en la plataforma de medios sociales como razones para la elección.

## Spinoff
Rowell confirmó en su cuenta de Twitter que está escribiendo Carry On, que será una adaptación del fan fiction que Cath escribió a lo largo de Fangirl. Es la primera novela de fantasía de Rowell, y se estrenó en octubre de 2015.